# نايجل أووسو
نايجل أووسو (بالهولندية: Nigel Owusu)‏ هو لاعب كرة قدم هولندي، ولد في 31 يناير 2003.